# Antim Ivireanul
Antim Ivireanul (în georgiană: ანთიმოზ ივერიელი; n. circa 1640 - 1650, Iviria — d. 1716, asasinat în Rumelia) numit și Sfântul Ierarh Martir Antim Ivireanul, a fost un autor, tipograf, gravor, teolog, episcop și mitropolit român de origine georgiană.  Mitropolit de București, autor al unor celebre Didahii, ce reprezintă o colecție de predici folosite la Marile Sărbători de peste an, Antim Ivireanul a fost o personalitate culturală remarcabilă a literaturii române vechi. A fost cel care a înființat prima bibliotecă publică în Bucureștiul de astăzi, în secolul XVIII.

## Biografie
Născut probabil în 1650, în Iviria (Georgia sau Gruzia), a fost ucis cândva în intervalul septembrie–octombrie 1716 de către ostașii turci.
Luat de tânăr în robie de turci și dus la Constantinopol, este ulterior eliberat, trăind în preajma Patriarhiei ecumenice, unde a învățat sculptura în lemn, caligrafia, pictura, broderia, precum și limbile greacă, arabă și turcă; probabil, tot în aceea perioadă  a fost călugărit sub numele Antim și hirotonit ieromonah.

### În Țara Românească
Prin 1689 - 1690 a fost adus de Constantin Brâncoveanu în Țara Românească.  Aici a învățat limbile română și slavonă, precum și meșteșugul tiparului.  În 1691 i s-a încredințat conducerea tipografiei domnești din București, în care a imprimat 4 cărți.

#### Tipografia domnească, București
- Învățăturile lui Vasile Macedoneanul către fiul său Leon (1691, limba greacă),
- Slujba Sf. Paraschiva și a Sf. Grigore Decapolitul (1692, limba română),
- Evangheliarul greco–român (1693) și
- Psaltirea (1694, limba română).

#### Mănăstirea Snagov
După 1696 a fost numit egumen la Mănăstirea Snagov, unde a mutat tipografia, imprimând 15 cărți (7 grecești, 5 românești, una slavonă, una slavo-română, una greco-arabă), între care se pot menționa: 
- Antologhionul (1697),
- Mărturisirea ortodoxă a lui Petru Movilă (1699),
- Proschinitarul Sf. Munte Athos (1701, grecește),
- Liturghierul greco-arab (1701, una dintre primele cărți tipărite cu caractere arabe din lume),
- Evanghelia (1697),
- Acatistul Născătoarei de Dumnezeu (1698),
- Carte sau lumină (1699),
- Învățături creștinești (1700),
- Floarea darurilor (1701), toate în românește

#### București, 1701 - 1705
Între 1701 și 1705 și-a reluat activitatea la București, unde a tipărit alte 15 cărți (11 grecești, 2 românești, una slavo-română, una greco-arabă), între care: 
- Ceaslovul greco-arab (1702) și
- Noul Testament (1703), prima ediție a acestuia în Țara Românească.

#### Mănăstirea Govora, Vâlcea
Pe data de 16 martie 1705 a fost ales episcop de Vâlcea, unde la tipografia de la Mănăstirea Govora, tipărește alte 9 cărți (3 românești, 3 slavo-române, 3 grecești): 
- Tomul bucuriei, (1705, grecește),
- Liturghierul și
- Evhologhionul (1706, într-un singur volum, ambele reprezentând primele ediții românești al acestora în Muntenia),
- Învățătura pe scurt pentru taina pocăinței (1705, românește, lucrare originală).

#### Mitropolit al Ungrovlahiei
La 28 ianuarie 1708 a fost ales mitropolit al Ungrovlahiei, fiind instalat în funcție pe 22 februarie al aceluiași an.  În această calitate, înființează ca și la Râmnicu Vâlcea o tipografie la Târgoviște, unde a tipărit un număr de 18 cărți (5 grecești, una slavo-română, una slavo-româno-greacă, 11 românești), între care se remarcă cele românești: 
- Învățătură bisericească la cele mai trebuincioase și mai de folos pentru învățătura preoților (1710),
- Capete de poruncă la toată ceata bisericească, pentru ca să păzească fieștecarele din preoți și din diaconi deplin și cu cinste datoria hotarului său (1714), ambele originale,
- Psaltirea (1710),
- Octoihul (1712),
- Liturghierul (1713),
- Evhologhionul (1713),
- Catavasierul (1714);

#### București
În 1715 tipografia a fost mutată la București, unde a mai imprimat alte două cărți grecești. Prin tipografiile înființate cu sprijinul lui Petru Movila, fiu de voievod moldovean ajuns mitropolitul Kievului, cărțile religioase se răspândesc și contribuie la unificarea limbii române literare.

## Rolul lui Antim Ivireanul în propășirea culturii române

### Tipograf, redactor, editor, creator de limbaj bisericesc în limba română
Prin cele 63 tipărituri, lucrate de el însuși, coordonate sau patronate, în limbi diferite și de o mare diversitate, prin numeroșii ucenici pe care i-a format, este considerat - alături de Diaconul Coresi - cel mai mare tipograf din cultura medievală românească.
A avut un rol însemnat în introducerea completă și definitivă a limbii române în slujbă. Deși româna nu era limba sa nativă, a reușit să creeze o limbă liturgică românească limpede, care a fost înțeleasă de contemporanii săi și este folosită până astăzi.

### Întemeietor de tipografii în limbile arabă și georgiană
Prin activitatea sa tipografică, a sprijinit și alte popoare ortodoxe, imprimând cărți pentru slavi, greci și arabi (din Patriarhia Antiohiei). Este și autorul unei remarcabile opere tipografice multi-script, Liturghierul greco-arab din 1701, care a fost una dintre primele cărți tipărite cu litere mobile din lume având caractere arabe. În anul 1706, aceeași instalație tipografică cu caractere arabe a fost dăruită patriarhului Atanasie Dabas, care a instalat-o la Alep.
În 1699 a trimis pe unul din cei mai buni ucenici ai săi, ipodiaconul Mihail Ștefan, la Alba Iulia, unde a tipărit o Bucoavnă și un Chiriacodromion.  Pe același Mihail Ștefan, l-a trimis în țara sa de origine, Georgia. Acolo, la Tbilisi, ipodiaconul a pus bazele primei tiparnițe cu caractere georgiene din țara natală a lui Antim, unde au fost tipărite mai multe cărți în limba georgiană.

### Scriitor, autor de lucrări bisericești
Pe lângă lucrările tipărite, au rămas de la el și câteva manuscrise:
- Primul manuscris rămas, Chipurile Vechiului și Noului Testament, adică obrazele oamenilor celor vestiți ce se află în Sfânta Scriptură, în Biblie și în Evanghelie și adunare pe scurt a istoriilor celor ce s-au făcut pe vremea lor ... , cu 22 foi text, la care se adaugă 503 portrete în medalion, 3 schițe și 8 desene, tot în medalion, cu personaje din Vechiul Testament (Târgoviște, 1709, manuscrisul original se găsește la Kiev, iar în România există o copie realizată de dascălul Popa Flor, realizată pe la mijlocul secolului al XVIII-lea).

- Tot în manuscris a rămas și opera sa omiletică, Didahiile (cu 28 predici la diferite sărbători și 7 cuvântări ocazionale).

Analiza cărților originale publicate, dar și a celor două manuscrise duce la constatarea că Antim Ivireanul avea nu numai o frumoasă cultură teologică, ci și una profană întrucât folosea nu doar citate din Biblie, dar și din literatura patristică, respectiv din filosofi antici. În multe din ele făcea o critică vehementă a moravurilor vremii.  Didahiile îl așează, fără nicio îndoială, în rândul celor mai de seamă predicatori creștini din toate timpurile.

### Ctitor de lăcașuri de cult
Este ctitorul mănăstirii cu hramul "Toți Sfinții" din București – numită azi Mânăstirea Antim - (1713 - 1715), pe care a înzestrat-o cu toate cele trebuitoare, unul dintre cele mai remarcabile monumente de arhitectură, pictură și sculptură din România.  Pe seama veniturilor generate de aceasta, a alcătuit un testament, intitulat "Învățături pentru așezământul cinstitei mănăstiri a tuturor sfinților, capete 32", în vederea organizării unei impresionante opere de asistență socială.

## Caterisirea și martiriul său; canonizarea sa în1992
Fiind un apărător energic al drepturilor Bisericii ortodoxe și a poporului român, dar mai ales din pricina atitudinii sale fățiș antiotomane, în toamna anului 1716, la cererea primului domn fanariot, Nicolae Mavrocordat, a fost înlăturat din scaun, închis, caterisit de patriarhul ecumenic și condamnat la exil pe viață în mănăstirea "Sfânta Ecaterina" din Muntele Sinai.  În drum spre locul exilului, a fost ucis de ostașii turci și trupul său a fost aruncat undeva în râul Marița sau în Tungea, dincolo de Adrianopol.
Abia după 250 de ani, în 1966, Patriarhia Ecumenică a ridicat această nedreaptă caterisire și a fost reabilitat.
Antim Ivireanul a fost proslăvit ca sfânt (canonizat) de către Sinodul Bisericii Ortodoxe Române în 1992 (prin actul sinodal din 20 iunie, proclamarea oficială a canonizării având loc la 21 iunie 1992). Este prăznuit în fiecare an la 27 septembrie.
Sfântul Sinod al Bisericii Ortodoxe Române a declarat anul 2016 ca „an omagial al Sfântului Antim Ivireanul, tipograf și om de cultură din secolul al XVIII-lea”, cu ocazia comemorării a 300 de ani de la martiriul acestuia. Patriarhul Daniel al Bisericii Ortodoxe Române a slujit, la 27 septembrie 2016, Sfânta Liturghie pe Dealul Patriarhiei împreună cu Patriarhul Ioan al Antiohiei, aflat în vizită în România pentru a participa la manifestările dedicate Sfântului Antim Ivireanul.

## Opere
- Antim Ivireanu, Opere, ediție critică și studiu introductiv de Gabriel Ștrempel, București, Editura Minerva, 1972.
- Antim Ivireanul, Predoslovia Psaltirii slavone, București, 1694, în Adina Chirilă, Limba scrierilor lui Antim Ivireanul. Partea I. Fonetica, Morfologia, Iași, EUAIC, 2013, p. 291-296.

### Monografii
- Arhim. Sofian Boghiu, Sfântul Antim Ivireanul și Mânăstirea Tuturor Sfinților, Editura Bizantină, București, 2005, 172 pagini, format album (Reproduce pentru prima dată integral și în polichromie manuscrisul Mitropolitului Antim Chipurile Vechiului și Noului Testament, aflat la Kiev)
- Émile Picot, Notice biographique et bibliographique sur l'imprimeur Anthime d'Ivir, metropolitaine de Valachie, în Nouveaux Melanges Orientaux ..., Paris, 1886, paginile 513-560;
- Ștefan Dinulescu, Viața și activitatea mitropolitului Tării Românești Antim Ivireanul, Cernăuți, 1986, 100 de pagini (extras din "Candela");
- Nicolae Dobrescu, Viața și faptele lui Antim Ivireanul, mitropolitul Ungrovlahiei, București, 1910, 119 pagini;
- Gabriel Popescu, Mitropolitul Ungrovlahiei Antim Ivireanul, cârmuitor bisericesc și propovăduitor al Evangheliei, în ST, an. XX, 1969, nr. 1 - 2, p. 5 - 97 (și extras);
- Fanny Djindjihașvili, Antim Ivireanul, cărturar umanist, Iași, 1982, 132 de pagini

### Studii
- Adina Chirilă, Limba scrierilor lui Antim Ivireanul. Partea I. Fonetica, Morfologia, Iași, EUAIC, 2013, 240 p.
- Damian P. Bogdan, Viața lui Antim Ivireanul, în BOR, anul LXXIV, 1956, nr. 8 - 9; alte studii în același număr al revistei;
- Preot Niculae Șerbănescu, Antim Ivireanul tipograf, paginile 690-760;
- Victor Brătulescu, Antim Ivireanul miniaturist și sculptor, paginile 766-774;
- Preot Profesor Alexandru I. Ciurea,  Antim Ivireanul predicator și orator, paginile 775-817;
- Preot Profesor loan Rămureanu, Antim Ivireanul Iuptător pentru Ortodoxie, paginile 831-853;
- Profesor Teodor M. Popescu, Antim Ivireanul, apostol și mucenic al dreptei credințe, paginile 853-863;
- Ioan Nanu, Un monument istoric și de artă religioasă, ctitoria lui Antim, în BOR, anul LXXXIX, 1961, nr. 3 - 4, paginile 223 -318;
- Preot Profesor D. Belu, Predicile Iui Antim Ivireanul, în MA, anul VIII, 1963, nr. 1-3, paginile 188-212;
- Aurelian Sacerdoțeanu, Antim Ivireanul arhivist, bibliotecar și topograf, în Glasul Bisericii, anul XXII, 1963, nr. 9- 10, paginile 862-990 și anul XXIII, 1964, nr. 3-4, paginile 223-244;
- Mario Ruffini, II metropolita Valacco Antim Ivireanul, în Oikumenikon, 1966, volumul III, paginile 357-398;
- Gabriel Ștrempel, Un cronograf ilustrat atribuit mitropolitului Antim Ivireanul, în Românoslavica, anul XIII, 1966, paginile 309-353;
- Dan Simonescu, Antim Ivireanul scriitorul, în Analele Academiei R.S.R., 1966, paginile 663-675;
- Stelian Izvoranu, Antim Ivireanul sfătuitor și îndrumător pentru preoți și duhovnici, în BOR, anul LXXXIV, 1966, nr. 9 - 10, paginile 971-981 (alte studii tot acolo);
- Preot Niculae Șerbănescu, Mitropolitul Antim Ivireanul, în MO, anul XVIII, 1966, numărul 910, paginile 771-911 (alte studii tot acolo);
- Preot Profesor Teodor Bodogae, Personalitatea mitropolitului Antim Ivireanul, în MB, anul XVI, 1966, numerele 7 - 9, paginile 467-482;
- Mircea Păcurariu, Importanța mitropolitului Antim Ivireanul pentru Biserica și cultura românească, în MB, anul XVI, 1966, numerele 7 - 9, paginile 493-515 (alte studii în același număr);
- Preot Profesor Sofron Vlad, Mitropolitul Antim Ivireanul, în MA, anul XI, 1967, numerele 1 - 3, paginile 43-81;
- Profesor Iorgu Ivan, Nulitatea actului de caterisire a mitropolitului Antim Ivireanul, în MA, anul XI, 1967, numerele 1 - 3, paginile 147-179;
- Eugen Negrici, Antim, logos și personalitate, București, 1971, 262 pagini (analiza Didahiilor);
- Dicționarul literaturii române de la origini până la 1900, București, 1979, paginile 42-44;
- Mircea Păcurariu, Istoria Bisericii Ortodoxe Române, volumul II, București, 1981, paginile 143–161 (ediția a II-a, București, 1994, paginile 141-160)
- Alte studii se găsesc în 
  - Glasul Bisericii, anul XXV, 1966, numerele 9 - 10, paginile 831-844;
  - MO, anul XXVII, 1975, numerele 11 - 12, paginile 856-872;
  - MMS, anul LIl, 1976, numerele 5 - 6, paginile 360-382;
  - George Călinescu, Istoria literaturii române (București, 1968, p. 19)